# GM-1
GM-1は第二次世界大戦時にドイツ国の航空用エンジンで使用された、亜酸化窒素（笑気ガス）を利用した出力増加装置である。
当時の高性能航空用エンジンには、上空での気圧低下（酸素量の減少 = 出力低下）を補うためスーパーチャージャー（遠心式圧縮機）が広く用いられていたが、過給しブースト圧を上げると吸気温度が上昇し、エンジンの異常燃焼（ノッキング）を誘発してしまう。特に対ノッキング性の低い、すなわちオクタン価の低い航空燃料を使わざるを得ないケースにおいてはより深刻である。このため、吸気の温度を下げるシステムとして、DB601の開発現場にて、GM-1が考案された。
亜酸化窒素は当時においてもそれほど手に入りにくい物質という訳ではなく、また引火や爆発の危険も無い物質であった。これを加圧し、-88度 Cで液化してボンベに封じこめ、航空機に搭載しておくかたちである。亜酸化窒素は必要な時にスーパーチャージャーに噴射され、気化熱でこれと吸気を冷却し、ノッキングを抑える。さらにエンジン内での混合気の燃焼に伴い酸素を放出する。その酸素によりエンジンはより大きなブースト圧を得た時と同様に、出力が増加する、と言う二段構えのシステムである。また、不必要な重量増とならないようボンベの容量が限られていたことから、「GM-1緊急出力増強装置」などと呼ばれることもある。
これはBf109-G型の登場時から実戦に用いられた。
ただし、矢吹ら(2005)によればボンベを含むシステム全体で100 kg少々の重量が有ったと言われ、亜酸化窒素を使い果たした後は、これはデッドウェイト、すなわちただの重しである。このため敢えて使用されない事も有ったという。

## 実際の使用例
フォッケウルフ Fw190 A-8型においては、本GM-1またはMW 50出力増強装置が装備されていた。ジャン＝ベルナール・フラッペ & ジャン＝イヴ・ローラン 『フォッケウルフ Fw190 その開発と戦歴』によれば、離昇出力1700馬力であるBMW801 D-2エンジンに搭載されたこの装置は85リットルのタンクを持ち使用時間は8分間。エンジン出力の上昇についての直接的な数値や詳しい飛行状況は不明であるが、一時的にエンジン回転数は2700rpm.となり、最大速度が44km/h - 60km/h向上したと言う(なお、通常この機体の最高速度は高度6200mで640km/hと言われている)。またA-9型に搭載されていたBMW801 TS/THでは、離昇出力で2000馬力のところを、2270馬力、最高速度710km/hまで向上させられたと言う。
またその改良型であるTa152については、フラッペ & ローランによれば60秒ないし150秒分を搭載し使用時にはエンジン出力は410馬力向上する、高度12500mで765km/hを発揮できた。野原 (2009) によれば、85リットルを搭載し高度8000 - 9000mで200馬力の向上が見られた。
戦後、この技術は自動車によるモータースポーツの分野で活用された。2005年現在、日本では一般に「ニトロ」などと呼ばれているという。詳しくはナイトラス・オキサイド・システム(※登録商標)を参照。